# Waldhambach (Pfalz)
Waldhambach település Németországban, Rajna-vidék-Pfalz tartományban. Lakosainak száma 375 fő (2023. december 31.).

## Népesség
A település népességének változása:
| Lakosok száma | 308  | 358  | 363  | 366  | 382  | 375  |
|               | 1975 | 2017 | 2019 | 2021 | 2022 | 2023 |